# Германска империя (1933 – 1945)
Вижте пояснителната страница за други значения на Германска империя.
Германска империя (на немски: Deutsches Reich), от 1943 г. Великогерманска империя (Großdeutsches Reich) е официалното наименование на Германия между 1933 и 1945 г. През този период страната е наричана в историографията също Националсоциалистическа Германия, Нацистка Германия или Трети райх (на немски: Reich, букв. „владение“; „държава“). За Първи се счита Свещената Римска империя, а за Втори – Германската империя и Ваймарската република). Държавата е управлявана от Адолф Хитлер според принципите на националсоциализма. Този период се отличава с тоталитарен политически контрол върху всеки аспект на обществото, с което се търси расова, обществена и културна чистота, базирани на теорията за арийската раса. Националсоциалистическата идеология налага милитаризма, антикомунизма, антипарламентаризма, антисемитизма и технокрацията като водещи ценности в обществото.
Държавната машина под контрола на Националсоциалистическата партия преследвала онези, които били смятани по идеологически причини за непълноценни. Това били най-вече малцинства като евреите, циганите и хомосексуалистите, както и политическите опоненти. Това преследване достигнало своя връх през последните години от управлението на Райха, след изоставянето на Мадагаскарския план, когато около 6 милиона евреи са избити организирано. Геноцидът над евреите, известен под името Холокост или Шоах, е наричан от официалните власти по това време с термина на немски „Endlösung“ – „Окончателно решение на еврейския въпрос“.

## История

### Изкачване на власт
Крахът на Уолстрийт през 1929 поставя началото на Голямата депресия. Ефектът от тази световна икономическа криза достига пределите на Ваймарската република, където икономическото състояние се влошава бързо. През юли 1931 Darmstätter und Nationalbank – една от най-големите германски банки – фалира, а през първите месеци на 1932 броят на безработните надвишава 6 млн. души.
В допълнение към западащата икономика идват и политическите проблеми, изразени в невъзможността на партиите в Райхстага да образуват правителствено мнозинство. През март 1930 президентът Хинденбург назначава Хайнрих Брюнинг за канцлер. За да успее да изпълни своите сурови мерки за намаляване на мнозинството на социалдемократите, комунистите и членовете на Националсоциалистическата германска работническа партия (НСГРП), Брюнинг издава спешни укази и дори разпуска парламента. През март и април 1932 Хинденбург е преизбран за президент.
От множеството малки партии НСГРП е най-голямата в народните избори през 1932 г. Пруското правителство е изгонено с преврат през 1932. На 31 юли същата година НСГРП получава 37,3% от гласовете. На изборите на 6 ноември тя получава по-малък, но все пак най-големият дял гласове – 33,1%, което я прави най-голямата партия в Райхстага. Германската комунистическа партия (ГКП) е на трето място с 15%. Заедно антидемократичните леви и десни партии успяват да създадат мнозинство в парламента. НСГРП дължи успеха си до известна степен на това, че тя е много популярна сред младите гласоподаватели, които не успяват да преминат професионално обучение и които имат слаба надежда за бъдеща работа, сред средната класа на обществото, която губи имущество по време на голямата инфлация през 1923, сред селското население и сред големия брой безработни]]
На 30 януари 1933, под натиск от страна на канцлера Франц фон Папен и други консерватори, президентът Хинденбург назначава Адолф Хитлер за канцлер.

### Националсоциалистическатаконсервативна революция
За да подсигури мнозинството на НСГРП в Райхстага, Хитлер свиква нови избори. Вечерта на 27 февруари 1933 в сградата на Райхстага пламва пожар. Хитлер обвинява комунистите (сред които и Георги Димитров, виж Лайпцигски процес) и убеждава президента Хинденбург да подпише Указ на Райхпрезидента за защита на народа и държавата (на немски: Verordnung des Reichspräsidenten zum Schutz von Volk und Staat). Тази заповед, която остава в сила до 1945, отменя важни политически и човешки права във Ваймарската конституция. Комунистическите сдружения са забранени, но по онова време не и самата комунистическа партия.
11 000 комунисти и социалисти са арестувани и отведени в концентрационни лагери, където остават в ръцете на Гестапо, новообразуваната тайна полицейска сила (9000 от затворниците са осъдени, а голям брой са екзекутирани). Комунистическите народни представители са отведени в арест (въпреки своите конституционни привилегии).
Въпреки терора и безпрецедентната пропаганда, последните свободни национални избори на 5 март 1933 печелят 43,9% на НСГРП, което не удовлетворява Хитлер, тъй като не му донасят мнозинство в Райхстага. Заедно с Германска народна партия той успява да образува мнозинство в парламента. В съюз с Католическата централна партия на Германия, Хитлер успява да убеди необходимите две трети от Парламента, за да се приемат „Упълномощителния закон“, който дава на неговото правителство пълна законодателна власт. Единствено социалдемократите гласуват против този закон. Той дава основа за диктатура, разпускането на Федералните провинции на Германия, като всички търговски съюзи и политически партии, освен Националсоциалистическата партия, са забранени. Поставя се началото на нов централизиран тоталитарен режим, който вече не се подчинява на демократичната Ваймарска конституция. Германия напуска Обществото на народите, предшественик на ООН. Коалиционният парламент е измамен на съдбоносния 23 март 1933, като липсата на някои от депутатите, които всъщност са убити или арестувани, се обяснява с доброволно отсъствие и следователно техните права за гласуване в Парламента са премахнати. Впоследствие през юли Централната католическа партия се разпуска доброволно, като подписва с Германия Райхсконкордат. С тези политически маневри Хитлер постига придвижването на тези гласоподаватели в неговата партия и дългоочакваното приемане на неговия режим. Комунистическата партия е забранена през април 1933.
На 23 март 1933 г. е отворен първият концентрационен лагер в Дахау край Мюнхен. На 10 май пред всеки германски университет се организират огромни аутодафета. Унищожени са трудовете на авторите евреи като Карл Маркс и Зигмунд Фройд. След тях под ударите на новата власт идват пацифистите и републиканците като Хайнрих Ман, Ерих Кестнер, Ернст Толер, Лион Фойхтвангер и Ерих Мария Ремарк.
Въпреки това много лидери на Щурмовия отряд (Sturmabteilung) остават разочаровани. Главнокомандващият на SA Ернст Рьом прави опити да внедри SA във Вермахта под негово управление. Хитлер усеща заплаха за себе си в тези действия. През нощта на 30 юни 1934 той издава заповед на SS да заловят Рьом и неговите лейтенанти, и да ги екзекутират без съд (случка, позната като Нощта на дългите ножове).
SS се превръща в независима организация под командването на райхсфюрера на СС (Reichsführer SS) Хайнрих Химлер. Впоследствие той оглавява „Гестапо“ и дейността на концентрационните лагери, а след това и на обикновената полиция. Хитлер образува Вафен-СС като отделна войска.
Режимът на фюрера е жестоко настроен срещу евреите. През септември 1935 Райхстагът гласува т.нар. Нюрнбергски закони срещу еврейските граждани. Евреите губят своето германско гражданство и им се забранява да сключват брак с нееврейски германци. Около 500 000 отделни личности са засегнати от новите закони.
Хитлер връща съществуването на германските въздушни сили и военна повинност. Новото въоръжаване представлява престъпване на Версайския мирен договор, но нито Обединеното кралство, Франция или Италия, правят нещо друго, освен словесен протест.
През 1936 германски войски навлизат в демилитаризираната област Райнланд. Така договорите от Локарно задължават Великобритания да подпомогне Франция, но въпреки протестите на френското правителство, Обединеното кралство решава да не реагира. Успешният удар засилва властта и позицията на Хитлер в Германия. Неговата репутация продължава да расте и през Летните олимпийски игри през 1936, които се състоят едновременно в Берлин и в Гармиш-Партенкирхен, и които се оказват още един голям успех за пропагандата на режима.

### Подготовка за война
След създаването на оста Рим-Берлин заедно с Бенито Мусолини и подписването на Антикоминтерния пакт с Япония, към който Италия се присъединява след една година през 1937, Хитлер поема офанзивна външна политика. На 12 март 1938 германски сили навлизат в Австрия, където през 1934 националсоциалистически държавен преврат се оказва неуспешен. Когато фюрерът влиза във Виена, той е посрещнат със силни овации. След четири седмици 99% от населението гласува за сливането на своята страна с Германската империя. С това Хитлер успява да постигне старата идея за всеобхващаща Германска империя, включваща и Австрия – решението за „Голямата Германия“, от което Бисмарк се отказва през 1871, когато се обединяват немскоговорещите земи под лидерството на Прусия. Въпреки че анексът е пряко погазване на Сен-Жерменския договор, който забранява сливането на Австрия с Германия, Западните сили отново се ограничават единствено до протест.
На 18 юли 1937 г., в Мюнхен е построен единственият музей от нацисткия период в Германия.
След Австрия, Хитлер обръща очи към Чехословакия, където 3,5-милионното малцинство от судетски немци настоява за равни права и самоуправление. В Мюнхенското споразумение през септември 1938 Хитлер, италианският лидер Мусолини, британският министър-председател Невил Чембърлейн и френският министър-председател Едуар Даладие се съгласяват за отстъпване на териториите от Чехословакия, населени със судетски немци, на Германския райх. С това Хитлер обявява, че всички териториални искания на Райха са изпълнени. Въпреки това след по-малко от шест месеца през март 1939 Хитлер използва изострените отношения между словаци и чехи като претекст за завземане на останалата част от Чехословакия, като Протекторат Бохемия и Моравия. В същия месец той подсигурява връщането на територията Мемел от Литва на Германия. На британския министър-председател му се налага да обяви, че неговата политика на отстъпки към Хитлер се е провалила.
За шест години националсоциалистическият режим подготвя Германия за Втората световна война. Националсоциалистическото управление се опитва да премахне или подчини еврейското си население и по-късно във вече окупираните страни чрез насилствено депортиране и геноцид, познат като „Холокост“. Подобно отношение се налага и срещу други етнически групи и нации, смятани за „получовешки“ като поляците, циганите или руснаците. Тези групи са смятани за заплаха за чистото арийско лице на Германия. Има също много групи като тези, родили се с умствена недостатъчност или тези, физически недъгави по рождение, на които също се е гледало като заплаха за „чистотата на расата“.

### Втора световна война
След като премества германската граница в пределите на Чехословакия (октомври 1938) и завзема останалата част от Чехия като протекторат (март 1939), Германският райх и Съветският съюз атакуват Полша на 1 септември 1939, като част от операцията на Вермахта под кодовото име Фал Вайс (Fall Weiss). Инвазията в Полша дава начало на Втората световна война.
До 1941 Германия се радва на победи, но през декември 1941 инвазията срещу Съветският съюз достига до Сталинград, Ленинград и подстъпите към Москва и там ходът на кампанията се обръща. Съединените щати влизат във войната срещу Германия. Заради инвазията (Операция Барбароса) Съветският съюз се присъединява към Съюзниците. След съдбоносната битка за Сталинград Германия започва да губи войната. До втората половина на 1944 г. САЩ и Великобритания настъпват срещу Германия на запад, докато СССР атакуват от изток. През май 1945 Берлин е превзет от съветската и полската войска. Адолф Хитлер се самоубива, когато съюзническите войски доближават Райхсканцеларията.
До септември 1945 Германският райх и неговите съюзници в Оста (Италия и Япония) са победени, основно от силите на Съветския съюз, Съединените щати и Обединеното кралство. Голяма част от Европа е в руини след тази опустошителна война, а 60 000 000 са убити (повечето цивилни), включително около 6 000 000 евреи и 5 000 000 не-евреи, загинали в Холокоста. След Втората световна война германската политическа и икономическа инфраструктура са унищожени. Германия е разделена на Източна част – ГДР и Западна – ФРГ.

## Политика

### Държавно устройство
По това време Германия е еднопартийна, тоталитарна държава, оглавявана от фюрер (Адолф Хитлер). Като всяка държава от този тип, при нея се наблюдава сливане на националното правителство с управляващата партия, в случая Националсоциалистическа германска работническа партия. Към тази партия съществуват различни паравоенни организации, например СС, СА и Хитлерюгенд. В крайна сметка обаче фюрерът има последната дума по отношение на всички държавни решения, което представлява елемент на авторитаризъм. Наблюдава се дублиране на различни институции и постове, целта на което е винаги да има механизъм, който да изпълнява заповедите на фюрера. Одобряването на законите също зависи до голяма степен от него.

#### Министерства
- Имперско външно министерство
- Имперско вътрешно министерство
- Имперско министерство на народното просвещение и пропагандата
- Имперско министерство на авиацията
- Имперско министерство на финансите
- Имперско министерство на правосъдието
- Имперско министерство на икономиката
- Имперско министерство на изхранването и земеделието
- Имперско министерство на труда
- Имперско министерство на науката, образованието и общественото инструктиране
- Имперско министерство на религиозните въпроси
- Имперско министерство на транспорта
- Имперско министерство на пощите
- Имперско министерство на оръжията, боеприпасите и въоръжаването
- Министри без портфейл – Константин фон Нойрат, Ханс Франк, Ялмар Шахт, Артур Зайс-Инкварт

#### Други институции
- Партийна канцелария
- Имперска канцелария
- Канцелария за Четиригодишния план (Гьоринг)
- Канцелария на фюрера

### Идеология
Терминът националсоциализъм се опитва да направи връзка между расистки мотивираният национализъм и заимстваните от социализма единични антикапиталистически стремления.
Социалистическите елементи в „Програмата от 25 точки“ на NSDAP от 1920 г. не били прилагани сериозно на практика. Сред тях имало: одържавяване на някои клонове на индустрията, получаване на част от печалбата в големи предприятия, „освобождаване от робството на лихварите“ (антисемитски лозунг, който различава позитивно оценяванията „създаващ“ капитал от негативно оценявания „грабителски“ капитал, който в разбиранията на националсоциалистите се идентифицирал с еврейството). Те трябвало преди всичко да послужат за приобщаване на работническата класа за целите на партията и били силно повлияни от идеята за „еднонародно общество“ (Volksgemeinschaft).
Съществени елементи на развитата от Карл Маркс и Фридрих Енгелс между 1840 и 1890 г. социалистическа теория, а именно премахване на капиталистическото класово господство и принципът на интернационализма и равенството били обаче яростно оспорвани. Редом с еврейството Хитлер поставял като свой най-голям идеологически враг марксизма, чиито партии след спечелването на изборите през 1933 биват забранени, както и работническите профсъюзи.
От 1928/ 1930, след като Хитлер се наложил над войнствено настроеното социалнореволюционно ляво крило на NSDAP около Грегор и Ото Щрасер, той се обърнал към селския електорат и към буржоазията, която се надявал да спечели чрез временно ограничаване на заразителния антисемитизъм в националсоциалистическата пропаганда и подчертаване на външнополитически теми.
По-нататък той търсил съюз с едрата индустрия с цел постигане на легално заемане на властта, след като десните опити за преврат в началото на 1920-те (пучът на Кап и фон Лютвиц и Биреният пуч на Хитлер) се провалят. Ако не се вземат предвид някои изключения като Фриц Тюсен или Емил Кирдорф, които щедро предоставяли на партията дарения, преобладаващата част от едрите индустриалци останали скептични или неутрални спрямо нацизма чак до 1933 г.
Могат да се назоват обаче някои основни характерни черти:
- расизъм, особено антисемитизъм, който кулминира в холокоста, както и възвеличаване на „арийската и германската раса“; (срв. расова теория и ариософия), социален дарвинизъм (идеология на неравенството).
- Евтаназия и евгеника, съответно „расова хигиена", като вяра във възможността за „положителна селекция" на една господстваща раса,
- Родство с фашизма, което се показва и в пропагандата,
- Идея за народ-общество (еднонародно общество, Volksgemeinschaft), определено чрез кръвното родство, в което не трябва да има класови противоречия; оттам също антимарксизъм, антикомунизъм и антиболшевизъм, също както и антикапитализъм (защото за нацизма капиталистическата икономика уврежда връзката с родината и морала на народа),
- тоталитаризъм – отклоняване от демокрацията; разбиване на политическите партии, профсъюзите и свободната преса,
- широкообхватни правомощия за тайните служби и шпионите; вж. също Гестапо и доносничество
- Фюрерство – концентрация на цялата власт и авторитет в едно водещо лице, както и разпростирането на този принцип на останалите йерархически нива,
- милитаризъм,
- политика на разширяване на „жизненото пространство“, защита на родната „кръв и земя"
- позоваване на „пруските добродетели“, съответно на философията на немския идеализъм.

Основни елементи на националсоциалистическата идеология са записани от Адолф Хитлер в неговата книга „Моята борба“. Тя се счита за основа на всички други публикации на нацизма.

### Външна политика
Във външната си политика националсоциалистическа Германия се стреми към възвръщането на териториите отнети след Първата световна война и обединяване на всички германци в една държава. През март 1938 Австрия се присъединява към германските си братя и старата германска мечта е осъществена. Септември същата година Судетската област населена с 3,5 милиона германци е присъединена към Третия райх. Единственият нерешен въпрос остава този с Полша, която разделя Източна Прусия от останалата част на Германия, и в чийто територии се намират милиони немци. Хитлер предлага по мирен път да бъдат предадени полските територии (Полският коридор), населени с германци, но Полското правителство отказва, заради английските и френски гаранции за защита. На 1 септември Германия напада Полша, за да се реши този въпрос веднъж завинаги. Два дни по-късно, на 3 септември, Великобритания и Франция обявяват война на Германия и с това започва Втората световна война.

## Въоръжени сили
Вермахтът са обединените въоръжени сухопътни, военноморски и военновъздушни сили на Третия райх от 1935 до 1945 г. Създадени са със закон, възстановяващ военната повинност, на базата на Райхсвера (съществувал 1919 – 1935 г.) през март 1935 г., с което се нарушава Версайският договор. Първоначалният им брой е 500 000 души. В навечерието на Втората световна война достигат 3 000 000, а през 1943 г – 11 000 000. След капитулацията на Германия в Първата световна война Версайският договор налага тежки ограничения по отношение на военната мощ на Германия. Армията е ограничена до 100 000 военнослужещи и още 15 000 служещи във флота. Флотът трябва да бъде съставен от максимум шест линейни кораба, шест крайцера и дванадесет ескадрени миноносеца. Танковете и тежката артилерия са забранени, а военновъздушните сили са разпуснати. Новата следвоенна войска (Райхсвера) е създадена на 23 март 1921. Всеобщата военна повинност е отменена според същия договор.
Германия веднага започва да търси заобиколни пътища към поддържането на стабилна войска. След Рапалския договор Германия влиза в тайно сътрудничество със СССР. Германия помага на Съветския съюз да се индустриализира и обучава съветски офицери в Германия. Специалисти от немските танкови и военновъздушни войски трябва да бъдат обучени в СССР, където трябва също така да се проведат немските разработки и производство на химически оръжия и др. Около 300 немски пилоти са обучени в Липецк, близо до Казан се провежда танково учение, а токсичният газ е разработен в Саратов.
След смъртта на президента Паул фон Хинденбург на 2 август 1934 на всички войници е наредено да положат клетва пред Адолф Хитлер. Това минало почти изцяло гладко, тъй като националсоциалистическата идеология била популярна сред немските граждани и войската. Германия започва открито да пренебрегва постановленията на Версайския договор. Всеобщата военна повинност е възстановена на 16 март 1935 и освен 100 000-та армия всяка година се обучавали по 100 000 души. В закона за военната повинност е използвано името Вермахт и тази година (1935) е смятана за рождена за Вермахта. Отличителен знак на Вермахта е стилизирана версия на Железния кръст, появил се за първи път в края на Първата световна война.
На 7 февруари 1938 г. от управлението на въоръжените сили на военното министерство се създава Върховното командване на Вермахта непосредствено подчинено на върховния главнокомандващ на страната Адолф Хитлер.
Според проучванията на историка Рюдигер Оверманс във Вермахта се сражават общо 18,2 млн. войника, които се включват във войната в хода на нейното развитие и не служат едновременно. Около 5,3 милиона умират на бойното поле и около 11 милиона са пленени от чуждите войски.
Част от чуждестранните доброволци, служили във Вермахта по време на Втората световна война, била съставена от етнически германци, елзасци, холандци, скандинавци, балтийци, балканци, руснаци и различни представители от етническите групи от района на Кавказ. Руснаците влизат в състава на Руската освободителна армия, а неруснаци от Съветския съюз в района на Кавказ сформират т.нар. Източен легион. Тези части са под командването на генерала от кавалерията Ернст Август Кьостринг и представлявали около 5% от силите на Вермахта.
По време на Втората световна война сухопътните войски са разделени на армейски групи – например А, B, C, D, E, Център, Север и т.н. Една от най-известните войскови групи на Вермахта е Африканският корпус, ръководена от прочутия генерал Ервин Ромел, наречен „Пустинната лисица“.
Вермахтът е отчасти много добре оборудван, но поради недостатъчните ресурси на Германия модерното оборудване не е разпределено напълно сред всички войскови части.
Противно на господстващото днес схващане за Вермахта като високо технологична войска, едва 40% от всички части са моторизирани. Останалите 60% се придвижват с коне. Например за транспорта на обоза (провизии, полеви кухни и т.н.) се впрягали коне. Войниците се придвижвали пеш или понякога чрез велосипеди. Оръжейно-технически, части от „модернизирания“ Вермахт имали доста спартанско въоръжение, напр. пушки като старите карабини 98K. В края на войната обаче, най-вече в Луфтвафе, се появяват революционни оръжия, на които нито една от съюзническите нации не успява да разработи еквивалент, и променили изцяло облика на войната – ракетите Фау-2, ракетопланът Ме 163, самоходната зенитна установка Кугелблиц, конвертопланът Фа 296, първият в света реактивен бомбардировач Ар 234, първият в света реактивен изтребител участвал в бойни действия Ме 262, и много други.
Структурата на мощните танкови войски и по-късно на Луфтвафе осигурява успехите на Вермахта в т.нар. блицкриг. Голямото влияние на политическото управление, в частност тактико-стратегическите директиви на Хитлер, е причината за дълбоките кризи и тежките загуби по време на Втората световна война.

## Икономика
Икономиката на националсоциалистическа Германия е корпоративна, и действа на принципа на автаркията (независимост от световната икономика). Когато националсоциалистическата партия идва на власт, безработицата в Германия е огромна заради Голямата депресия. До 1939 безработицата изчезва напълно, отчасти поради създадения голям военно-промишлен комплекс за нуждите на Вермахта. Държавата е обезкуражавала търговията със страни извън немската сфера на влияние. Подобно на Фашистка Италия, профсъюзите са премахнати и се дава предимство на едрите собственици. От 1933 до 1945 заплатите на германците падат с 25%, но данъците остават ниски дори по време на войната, за разлика от другите страни. Забранява се отпускането на кредити. Въпреки че националсоциалистическата идеология е антикапиталистическа, частната собственост не бива забранена – самият Хитлер неофициално казва:
| „ | Напълно настоявам да защитаваме частната собственост...частната инициатива трябва да се насърчава. | “ |

В друго изявление той казва, че все пак държавата трябва да има някакъв контрол върху частната собственост за доброто на нацията. Хитлер е вярвал, че липсата на точна икономическа програма е едно от силните места на Националсоциалистическата партия:
| „ | Основната черта на икономическата ни теория е, че изобщо нямаме икономическа теория. | “ |

## Население
Таблицата показва населението на Германската империя между 1933 и 1939 г. Данните отговарят на резултатите от преброяването на населението в съответните години. Данните за 1939 г. са относно територията на страната към 31 декември 1937 г.
| Година | Население  | Гъстота |
| ------ | ---------- | ------- |
| 1933   | 62 218 000 | 139     |
| 1939   | 69 314 000 | 147     |

## Общество

### Социална политика
За поощряване на браковете Райхът отпуска заеми до 1000 Р. М. на кандидати за брак, които са подали заявление за създаване на семейство. Този заем е безлихвен. Заемът има предназначение за обзавеждане на дома. Той се плаща на месечни вноски по 1% от цялата сума. При раждането на всяко дете опрощава се по 1/4 от заема.
Друга част от социалната политика на Третия райх е „Зимната помощ“. Делото на германската зимна помощ бе създадено през 1933 г. от Фюрера. То има за задача в „борба против глада и студа" да даде на нуждаещите се граждани, покрай държавните и общинските грижи достатъчно стопанска помощ. Делото на зимната помощ е израз на германската народностна общност. Това дело е изградено върху принципа на доброволната жертва и готовност. Средствата се сбират по желание от всеки или чрез продажба на разни значки и пр.

### Расова политика
Според Хитлер и националсоциалистическата идеология, расите не трябва да бъдат смесвани, защото това води до катастрофални последици. Националсоциалистите твърдят, че всяка раса има право да съществува и да се докаже пред останалите като най-добра. По̀дчовек (на немски: Untermensch) е определение, придобило гражданственост с разпростирането на нацистката и расистка идеология, използвано за окачествяване на „низшите хора“, особено на „пълчищата от Изтока“, към които нацистите причисляват етнически групи (евреи, славяни, цигани и други религиозни или социални общности като комунисти, съветски политкомисари, хомосексуални, включително т.нар. Mischlinge (немци от смесен произход) и всеки друг, който не е „ариец“ според тогавашната нацистка расова антропологична терминология
„Наясно сме с факта, че другите раси са различни от нас. Тази научна истина е основата, основанието и в същото време, задължението на расова политика, без които реконструкцията на Европа днес не би била възможна. Дали другите раси са „по-силни“ или „слаби“ не е възможно да кажем. За да разберем трябва да отстояваме нашите расови принципи, да положим свръхчовешки, дори и божествени усилия, след което ще стане ясна „безпристрастната“ присъда, образувана с оглед на стойността на постиженията. Подобно съревнование се наблюдава при много видове в природата. Осъзнавайки неразривната връзка между кръвта и расата ние трябва да отстояваме тази расова гледна точка, както на практика така и на теория.“ – Д-р Валтер Грос, началник на имперското бюро за просвещение в демографската политика и расовото благосъстояние

### Екологична политика
През 1935 година правителството на Третия райх гласува т.нар. „Акт за защита на природата на Райха“. Въпреки че отчасти има влияния от времето на Ваймарската република, актът отразява вижданията на националсоциалистическата идеология. Прокарва се концепцията за Dauerwald („безкрайна гора“), която включва мерки за ефективно стопанисване на горите и тяхното опазване, както и за намаляване на замърсяването на въздуха.
Две години преди това, още през 1933, са прокарани строги закони за защита на животните, които са били подкрепяни от голяма част от населението. Най-висшите националсоциалистически ръководители, като Адолф Хитлер и Херман Гьоринг силно са подкрепяли опазването на видовете и околната среда. Хайнрих Химлер също прави опити да се забрани ловът. Сегашните закони на Германия за опазването на природата и защита на животните произлизат от тези, прокарани по времето на Третия райх.
Още с идването си на власт националсоциалистите започват да прокарват закони, регламентиращи клането на животни, и едва няколко месеца след началото на управлението им националсоциалистическа Германия става първата държава в света, забранила вивисекциите. По това време Херман Гьоринг е премиер на Прусия, и в радиоизявление по този повод казва:
| „ | Абсолютната и перманентна забрана на вивисекциите е необходима не само за да се защитят животните и да се покаже съчуствие с болката им, но е и закон, отнасящ се към човечеството...Следователно аз незабавно забраних вивисекциите в Прусия и ги криминализирах. (...) Всеки обвиняем ще бъде депортиран в концентрационен лагер. | “ |

## Празници
Сред празниците в Германия по време на нацизма са празника на вземането на властта (9 юни), рожденият ден на Хитлер, основаването на Националсоциалистическата германска работническа партия, празникът на германската младеж и германският празник на труда.